# Satchelliella propinqua
Satchelliella propinqua är en tvåvingeart som först beskrevs av Satchell 1955.  Satchelliella propinqua ingår i släktet Satchelliella och familjen fjärilsmyggor. Inga underarter finns listade i Catalogue of Life.